# 哈沃德·乔吉
哈沃德·乔吉（英語：Howard Georgi，1947年1月6日—），美国粒子物理学家，哈佛大学教授。他因与谢尔登·格拉肖共同提出{\displaystyle SU(5)}大统一理论而闻名。